# Stade Bruno-Benelli
Le stade Bruno-Benelli (en italien : Stadio Bruno Benelli), auparavant connu sous le nom de stade communal de Ravenne (en italien : Stadio Comunale di Ravenna), est un stade de football italien situé dans la ville de Ravenne, en Émilie-Romagne.
Le stade, doté de 12 020 places et inauguré en 1966, sert d'enceinte à domicile à l'équipe de football du Ravenne Football Club 1913.
Il porte le nom de Bruno Benelli, homme politique et ancien maire de la ville de Ravenne.

## Histoire
Le premier projet d'un stade municipal à Ravenne débute en août 1958, lorsqu'un montant de 133 millions de lires est fourni par l'Institut du crédit sportif.
Situé dans une zone appelée Borgo San Mama, les travaux du stade débutent en 1962 (d'un projet signé par les architectes Cerri et Giorgetti, du studio de design Cgs de Rome), pour s'achever quatre ans plus tard. À l'époque de 6 000 places, il est inauguré le 29 septembre 1966 devant 10 000 spectateurs lors d'une défaite en amicale 3-0 des locaux du Ravenne Calcio contre la Juventus (le premier but au stade étant inscrit par Chinesinho, joueur de la Juve).
En 1970, le stade change de nom pour rendre hommage à Bruno Benelli, maire de la ville à l'époque de la construction du stade.
Le stade est rénové en 1993 et sa capacité est augmentée à 12 020 pour que le Ravenne Calcio puisse jouer en Serie B dans de bonnes conditions d'accueil.
Le record d'affluence au stade est de 11 518 spectateurs lors d'une défaite 2-0 en Coupe d'Italie du Ravenne Calcio contre la Juventus.